# Deicolo
Deicolo, Deel, Deille, Delle, Desle, Dichul, Deicola, Day, Dye o Dichuil (Leinster, 530 - 18 de enero de 625), fue un abad irlandés, fundador de un monasterio en Burgundia (actual Francia), y discípulo de San Columbano. Es venerado como santo por la Iglesia Católica y conmemorado el 18 de enero.
- Datos: Q3021418
- Multimedia: Del de Lure / Q3021418